# Pietari Inkinen
Pietari Inkinen (* 29. April 1980 in Kouvola, Finnland) ist ein finnischer Dirigent.

## Leben
Pietari Inkinen studierte an der Sibelius-Akademie in Helsinki sowie Violine bei Zakhar Bron an der Musikhochschule Köln. An der Sibelius-Akademie schloss er sein Studium 2003 im Fach Violine und 2005 im Fach Dirigieren ab.
Nachdem er schon mit vielen internationalen Orchestern aufgetreten war, wirkte er von 2008 bis 2016 als künstlerischer Direktor des New Zealand Symphony Orchestra. Darüber hinaus wurde er 2009 Gastdirigent des Japan Philharmonic Orchestra. Von 2014/15 bis 2019 war Pietari Inkinen Chefdirigent der Ludwigsburger Schlossfestspiele. In seiner ersten Spielzeit realisierte er mit dem Festspielorchester unter anderem vielbeachtete Interpretationen von Jean Sibelius’ Kullervo, Igor Strawinskys Le sacre du printemps sowie Dmitri Schostakowitschs 5. Sinfonie. Von 2015 bis 2020 war er Chefdirigent der Prager Symphoniker, von 2016 bis 2023 auch Chefdirigent des Japan Philharmonic Orchestra. Zudem berief ihn die Deutsche Radio Philharmonie Saarbrücken Kaiserslautern zum Chefdirigenten ab 2017.
Außerdem war Inkinen von 2015 bis 2020 Chefdirigent des Symfonický orchestr hlavního města Prahy FOK.
Er wurde eingeladen, bei den Bayreuther Festspielen des Jahres 2020 den Ring des Nibelungen zu leiten, inszeniert von Valentin Schwarz. COVID-19-bedingt wurde die Produktion auf das Jahr 2022 verschoben. Im Sommer 2021 gab Inkinen sein Bayreuth-Debüt mit Die Walküre. Die Vorstellungen wurden aufgrund der Pandemie kurzfristig und konzertant angesetzt und von einer Performance des Aktionskünstlers Hermann Nitsch begleitet. Im Juli 2022 musste Inkinen sein Dirigat des Rings krankheitshalber absagen. Inkinen leitete dann die Wiederaufnahme des Rings bei den Bayreuther Festspielen 2023.
In der Spielzeit 2023/24 leitete Inkinen Vorstellungen von Wagners Tannhäuser und der Sängerkrieg auf Wartburg an der Deutschen Oper Berlin.
Mit einer Neuproduktion von Wagners Die Walküre reüssierte der Dirigent in der Spielzeit 2024/25 am Nationalen Zentrum für Darstellende Künste in Peking.
Zu den Schwerpunkten Inkinens mit der Deutschen Radio Philharmonie  (DRP) gehörte das spätromantische Repertoire, vor allem Sibelius, Dvořák und Wagner. Zudem unternahm er mit dem Orchester zwei Südkorea-Tourneen 2018 und 2023. Im Januar 2024 wurde bekannt, dass Inkinen seinen 2025 auslaufenden Vertrag mit der DRP nicht verlängert.
Seit Jahresbeginn 2022 ist Inkinen außerdem Musikdirektor des KBS Symphony Orchestra in Seoul.

## Diskographie
Mit dem New Zealand Symphony Orchestra und dem Bournemouth Symphony Orchestra spielte Inkinen für Naxos unter anderem Werke von Einojuhani Rautavaara sowie das Violinkonzert von Johannes Brahms ein. Bis 2012 sind sechs CDs mit Werken von Jean Sibelius erschienen, darunter sämtliche nummerierte Sinfonien.
Mit der Deutschen Radio Philharmonie spielte er bis 2025 insgesamt acht CDs ein, darunter den Dritten Akt von Wagners Siegfried, Dvořáks Symphonien Nr. 2, 6, 7 und 8, Prokofievs 3. und 6. Symphonie, eine Weihnachts-CD, sowie Musik von Schostakowitsch und Bartók.